# モンジュの定理

モンジュの定理。2つの赤い直線、青い直線、緑の直線の交点は共線である。

幾何学において、モンジュの定理（もんじゅのていり、英:Monge's theorem）は、ガスパール・モンジュに因んで名付けられた、3つの円の外側の相似中心が共線であるという定理である。
2つの円の2本の共通外接線（external tangent）は、射影平面上に交点を持つ。3つの円からなる2つの円の組3つの共通外接線の交点は同一直線上にある。これをモンジュの定理と言う。 円の半径が等しい場合、2本の共通外接線は平行であるが、 無限遠点で交わると考える。このとき、他2組の共通外接線の交点を通る直線は、半径が等しい円の共通外接線と平行になる。

## 証明

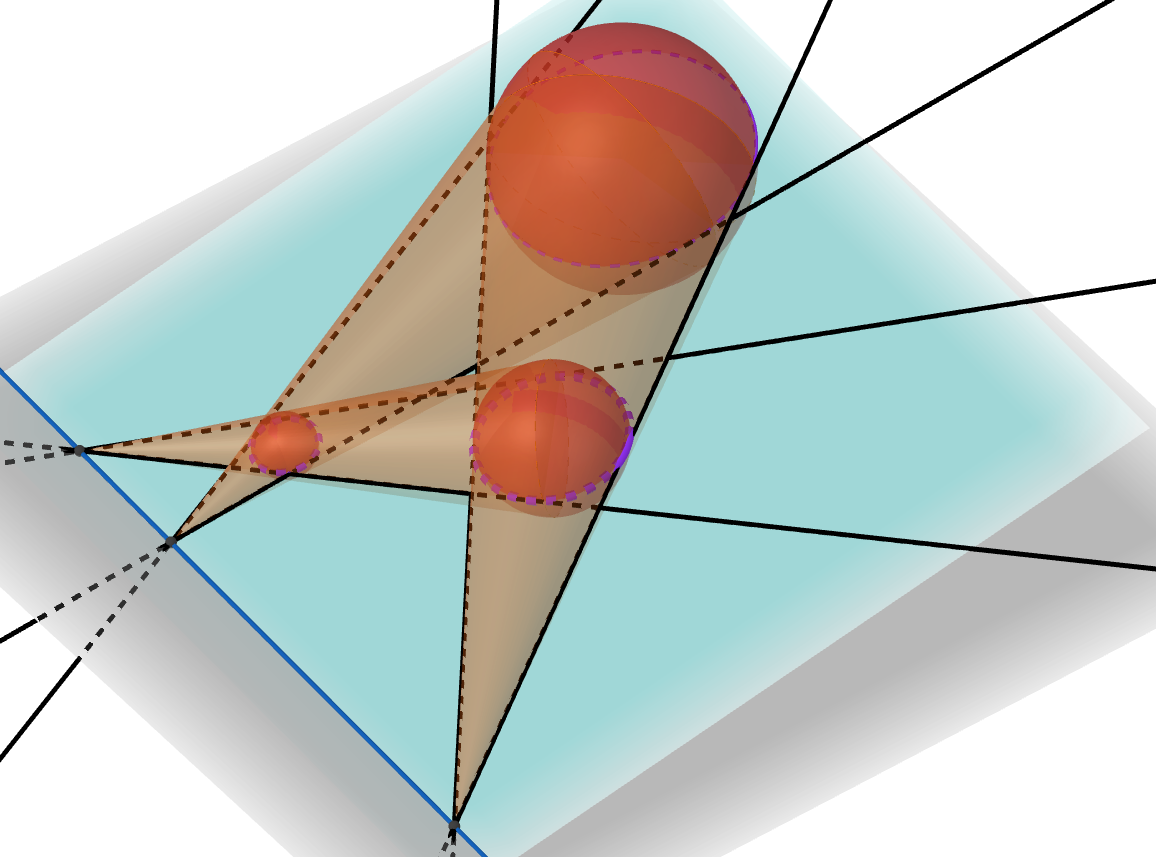
射影幾何によるモンジュの定理。水色の平面は球の中心を通る。灰色の平面は3球に接する。

最も簡単な証明に、射影幾何学を用いるものがある。3つの円を、半径の異なる3つの球の中心を通る平面による球の断面と対応させる。異なる半径を持つ3つの球に接する平面を考える（このような平面は2つある）。2つの球に外接する円錐の頂点は球の外相似点となり、3つの球に接する平面上にある。また、3つの球の中心を通る平面上の2つの球に接する2直線の交点は、円錐の頂点である。したがって、3つの外相似点は3つの球に接する平面と、3つの球の中心を通る平面の交線上にあるので、3つの球に接する平面上で、モンジュの定理が示された。 
他の証明にはメネラウスの定理とデザルグの定理を用いたものがある。それぞれの3つの円の中心が成す三角形と円の半径を用いることによって容易に示すことができる。デザルグの定理による証明もまた、3次元での平面の交点を考えるか、内相似点が成す三角形を考える事によって示される。

## 関連
- 相似の中心
- アポロニウスの問題
- ジェルゴンヌ線